# Aimar Oroz
Aimar Oroz Huarte (Arazuri, 27 de novembro de 2001) é um futebolista espanhol que atua como meio-campista. Atualmente joga pelo Osasuna.

## Carreira
Nascido em Arazuri, Navarra, Oroz ingressou nas categorias de base do CA Osasuna em 2014, vindo de Ikastola Sanduzelai. No dia 30 de maio de 2018, após encerrar a formação, assinou contrato de dois anos com o clube, com opção de mais dois.
Aos 16 anos, Oroz fez sua estreia sênior com as reservas em 1 de setembro de 2018, começando na vitória em casa por 2 a 0 da Tercera División contra o CD Subiza. Ele fez sua estreia profissional no dia 31 de maio seguinte, entrando como substituto tardio de Rubén García na vitória por 3 a 2 fora de casa sobre o Córdoba CF no campeonato da Segunda Divisão.
Em 14 de maio de 2020, depois de já se tornar titular regular dos B's, Oroz renovou seu contrato com os Rojillos até 2023. Ele fez sua estreia na La Liga em 19 de julho, substituindo Adrián López no empate em casa por 2 a 2 contra o RCD Maiorca.
No dia 20 de junho de 2022, depois de marcar 11 gols pelos B's e ajudar na promoção à Primera División RFEF, Oroz renovou o contrato até 2026. No dia 31 de agosto, após ter sido titular nas três primeiras partidas do clube na campanha, ele foi definitivamente promovido ao time principal.

## Títulos
Osasuna
- Segunda División: 2018–19

Espanha sub-23
- Jogos Olímpicos: 2024 (medalha de ouro)